# Tobias Pock

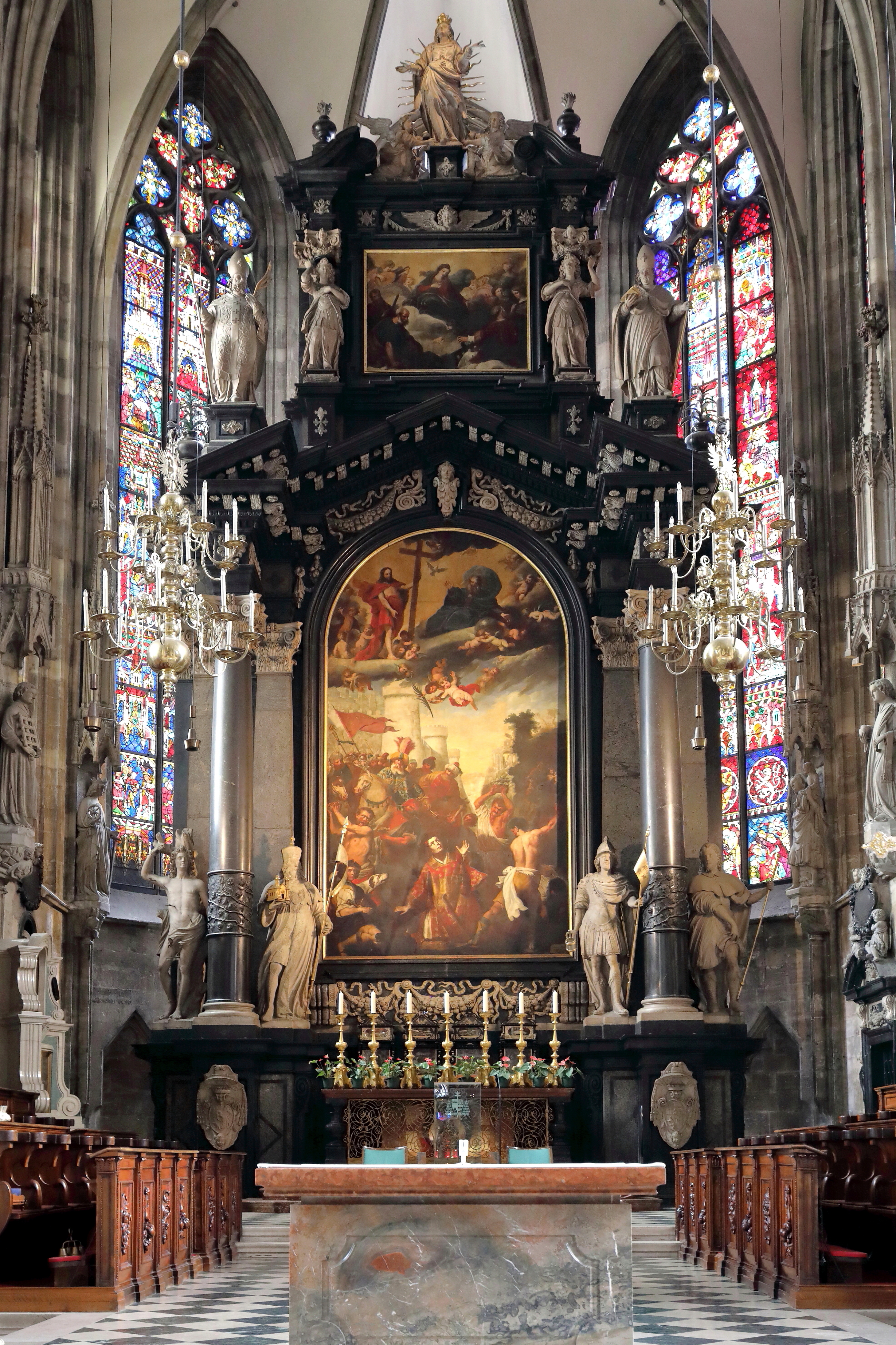
Pala dell'altar maggiore nel duomo di Santo Stefano (Vienna)

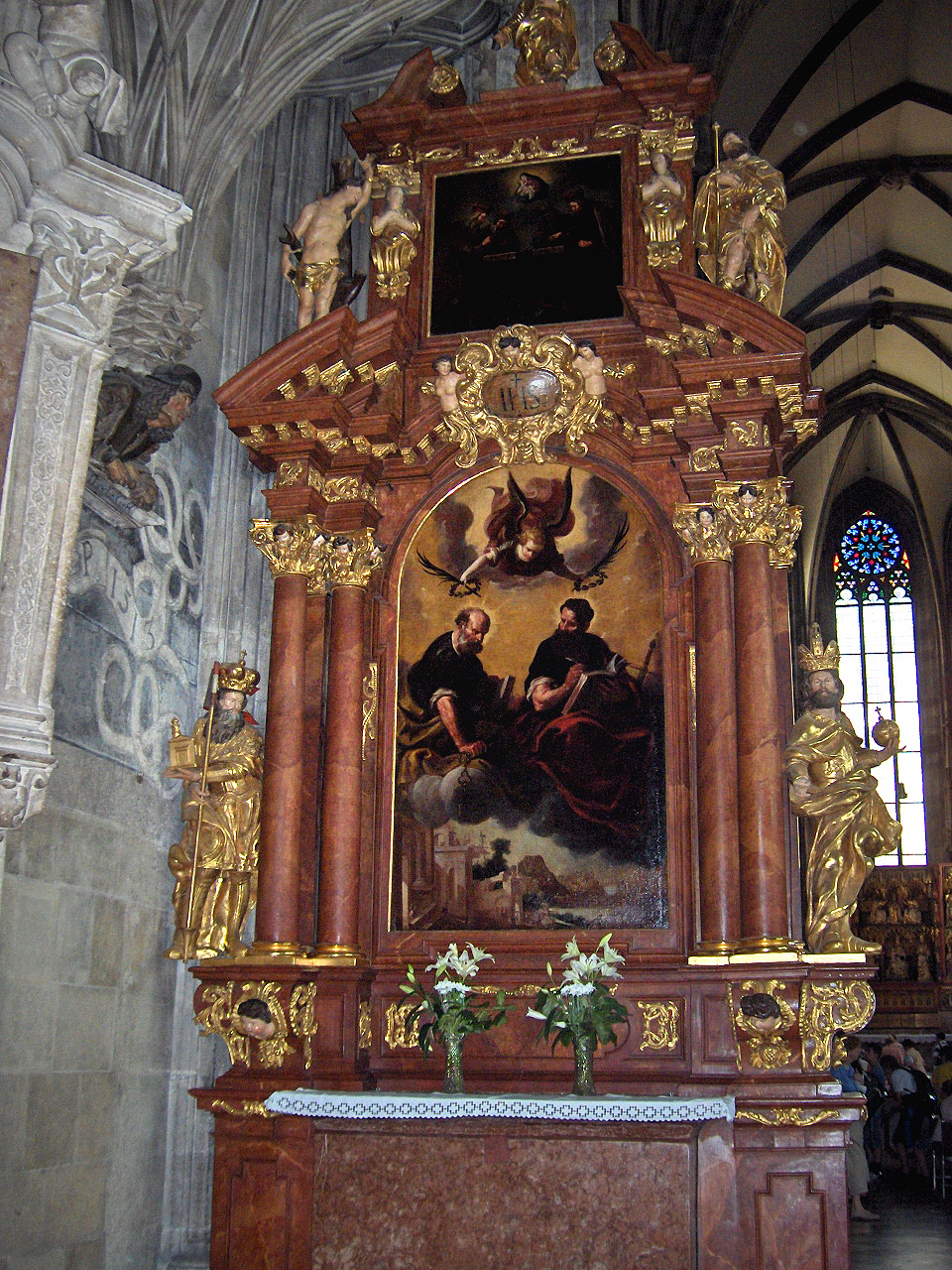
Santi Pietro e Paolo - Altare laterale nel duomo di Santo Stefano (Vienna)

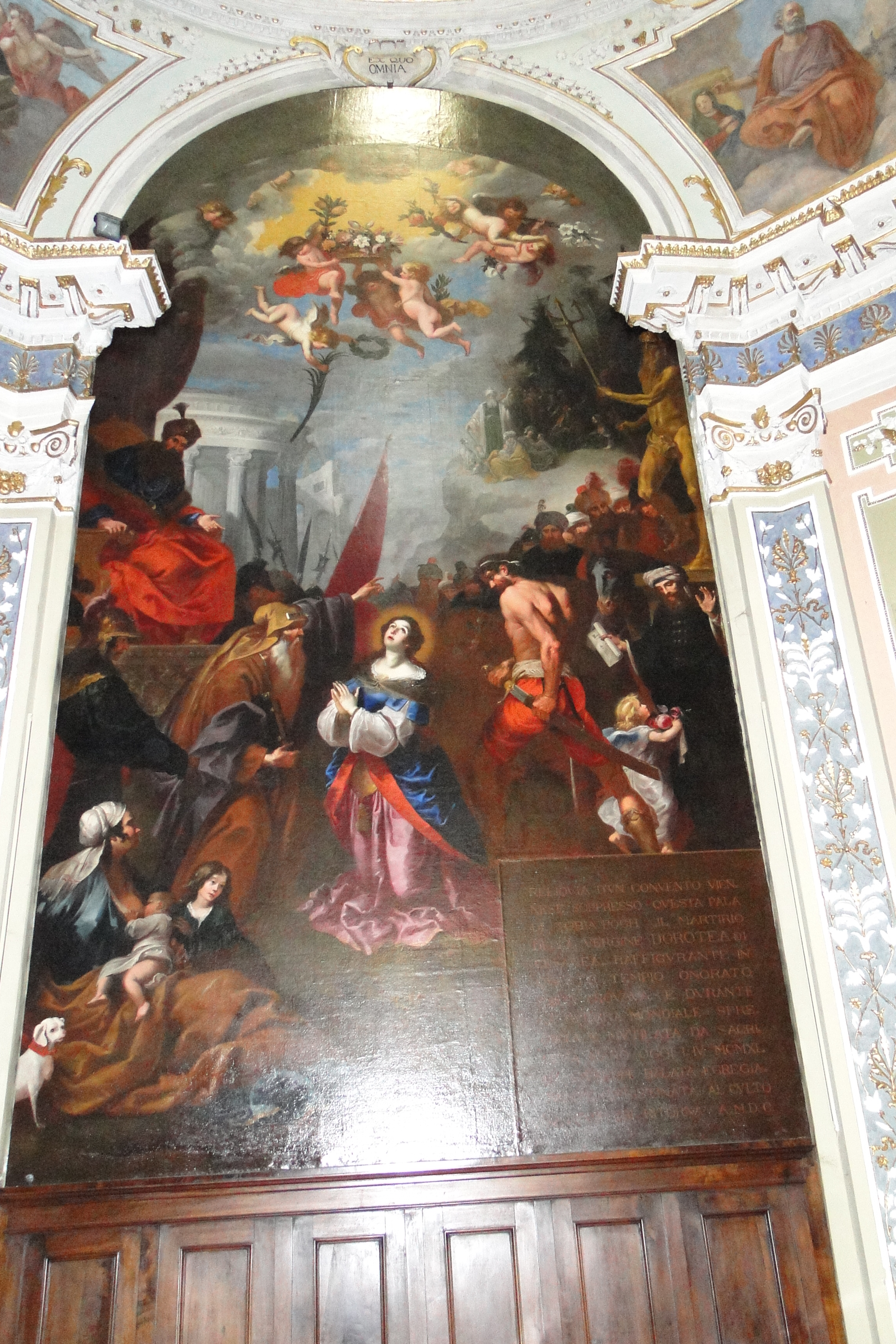
Martirio di santa Dorotea – Pala d'altare nella Chiesa arcipretale di San Marco a Rovereto.

Tobias Pock, o anche Pockh o Bock (Costanza, 1609 – Vienna, 12 giugno 1683), è stato un pittore tedesco.

## Biografia
Tobias Pock proveniva da una famiglia sveva di artisti. Il padre era capomastro presso la Cattedrale di Costanza. Egli si formò come pittore nella Germania meridionale e intraprese un viaggio di studio in Italia. Divenne un importante pittore del barocco austriaco e dal 1639 fu attivo a Vienna e dintorni.
Una delle più significative opere del Pock è la pala dell'altar maggiore del Duomo di Vienna (1640/47), rappresentante la Flagellazione di Santo Stefano. Successivamente egli dipinse la pala dell'altare laterale dei Santi Pietro e Paolo del Duomo di Vienna, rappresentante appunto i due santi, posto sotto lo sporto dell'organo.
Le pale d'altare della chiesa viennese di Santa Maria della Rotonda mostrano l'adorazione dei santi Domenico e Francesco come la consegna della corona di rose.
Altre opere si trovano nella Schottenkirche (chiesa degli Scozzesi) e nella Servitenkirche (chiesa dei Serviti), entrambe in Vienna, nella basilica di Maria Assunta (Mariae Himmelfahrt) a Sankt Pölten (Bassa Austria), nel Santuario di Mariazell (Steiermark). Altre opere si trovano nel santuario mariano della Visitazione della Beata Vergine Maria, a Svatý Kopeček (Heiligenberg) nel comune moravo di Olomouc e nella chiesa della ex certosa di Aggsbach (Mariä Himmelfahrt), nel comune austriaco di Schönbühel-Aggsbach.
Le sue opere mostrano lo stile coevo della scuola di Augusta e Monaco, integrato da idee provenienti dall'Italia e dalle Fiandre.
Va anche citato il progetto, promosso dall'imperatore Ferdinando III d'Asburgo nel 1645, della Mariensäule (Colonna di Maria) a Wernstein am Inn, realizzato però dal fratello Johann Jacob Pock.
A Rovereto in Trentino si trova nella chiesa arcipretale di San Marco la pala altare rappresentante il Martirio di santa Dorotea. Quest'ultima fu dipinta da Pock nel 1657 originariamente per la chiesa del convento doroteo a Vienna. Dopo la sospensione del convento nel 1782 e la successiva sconsacrazione della chiesa fu destinata alla chiesa di Loreto a Rovereto, ma si dimostrò troppo grande per la piccola chiesa e trovò la sua ultima sistemazione nella chiesa di San Marco.